# Lituania ai Giochi della XXXI Olimpiade
La Lituania ha partecipato ai Giochi della XXXI Olimpiade, che si sono svolti a Rio de Janeiro, Brasile, dal 5 al 21 agosto 2016.

## Atletica
La Lituania ha qualificato a Rio i seguenti atleti:
- 20 km femminile - 1 atleta (Kristina Saltanovič)
- Maratona femminile - 1 atleta (Vaida Žūsinaitė)

## Nuoto
| Atleta             | Evento     | Batterie | Batterie   | Semifinali      | Semifinali      | Finale          | Finale          |
| Atleta             | Evento     | Tempo    | Classifica | Tempo           | Classifica      | Tempo           | Classifica      |
| ------------------ | ---------- | -------- | ---------- | --------------- | --------------- | --------------- | --------------- |
| Giedrius Titenis   | 100 m rana | 59"90    | 12ª C      | 59"80           | 10ª             | non qualificato | non qualificato |
| Andrius Šidlauskas | 100 m rana | 1:00"59  | 23ª        | non qualificato | non qualificato | non qualificato | non qualificato |